# Тухоме
Тухоме (пол. Tuchomie, нім. Groß Tuchen) — село в Польщі, у гміні Тухоме Битівського повіту Поморського воєводства.
Населення — 1387 осіб (2011).
У 1975-1998 роках село належало до Слупського воєводства.

## Демографія
Демографічна структура станом на 31 березня 2011 року:
|          | Загалом | Допрацездатний вік | Працездатний вік | Постпрацездатний вік |
| -------- | ------- | ------------------ | ---------------- | -------------------- |
| Чоловіки | 695     | 169                | 487              | 39                   |
| Жінки    | 692     | 164                | 452              | 76                   |
| Разом    | 1387    | 333                | 939              | 115                  |